# Dugonics tér
A Dugonics tér Szeged belvárosának egyik központi elhelyezkedésű, parkosított, forgalom elől részlegesen elzárt, szabálytalan alakban elnyúló tere. A város egyik legfrekventáltabb tere, két sugárút és villamosvonal, valamint számos troli- és autóbusz-vonal csomópontja, emellett Szeged egyik legjelentősebb turisztikai látnivalója. Nevét az első magyar regény szerzőjéről, a piarista Dugonics Andrásról kapta.

## Története
A mai Dugonics tér területe korábban a búzapiac helyszíneként szolgált, erre utalnak a korábbi nevei is (1826 Búza piac, 1859 Búza tér). 1876-ban itt állították fel Dugonics András szobrát, és a teret is ekkor nevezték el róla. Az 1879-es szegedi nagyárvíz során ugyan elérte az áradás, ám így is a város egyik legépebben maradt területének számított. Az árvíz utáni újjáépítéssel a tér képe jelentősen átalakult: az akkor kiépülő Tisza Lajos körút kettévágta, és a területének harmada a körúton kívülre került. A telekrendezések és építkezések további darabokat hasítottak le róla, mint a mai Árpád tér és Magyar Ede tér, viszont pozitív hozadékként elvégezték a tér parkosítását is. Az 1900-as évek elején komoly mozgalom küzdött azért, hogy itt épüljön fel a leendő Fogadalmi templom, ám az végül az akkori Templom térre került.

## Közlekedés
A Dugonics téren az alábbi tömegközlekedési járatok állnak meg: 3-as, 3F és 4-es villamos, 8-as és 10-es trolibusz, illetve a 20-as, 24-es, 32-es, 36-os, 74-es, 74A, 74Y, 76-os és 76Y autóbuszok. A téren áthaladt a később megszüntetett 2-es villamos, és a 3-as villamos egyik megállója és végállomása is a Dugonics tér mellett volt. A szegedi villamoshálózat átépítése során a 3-as és 4-es villamos a tarjáni végállomástól közös vágányon fut, melyek a Dugonics téren válnak ketté. Tarján felé közös villamos-, troli- és autóbusz-megállóval rendelkeznek, míg a másik irányba megmaradtak a külön-külön villamosmegállók.